# Samoa National League
DeSamoa National League is de hoogste voetbaldivisie van het eiland Samoa. De kampioen plaatst zich voor de OFC Champions League. Nagenoeg alle competitiewedstrijden worden in het National Soccer Stadium gespeeld.

## Kampioenen
N.B. Van 2009/10-2014/15 werd er in een najaar-voorjaar competitie gespeeld.